# Яновский, Павел Кириллович
Павел Кириллович Яновский (1805—1874) — генерал-майор Русской императорской армии, командир 15-й полевой артиллерийской бригады.

## Биография
Павел Яновский родился в 1805 году и происходил из обер-офицерских детей Санкт-Петербургской губернии. Поступив в 1820 году в Михайловское артиллерийское училище, он по прошествии трёх лет был произведен в подпоручики и определен в 23-ю конно-батарейную роту, с оставлением при училище.
За отличие в науках П. Яновский в 1825 году был произведён в подпоручики, а в следующем году назначен бригадным квартирмейстером.
Во время польской кампании 1831 года по подавлению мятежа Павел Кириллович Яновский, находясь в отряде генерала барона Крейца, участвовал в ряде кровопролитных сражений и за отличия, выказанные в этих делах, был награждён орденом Святой Анны 3-й степени с бантом. По окончании польской кампании он в 1832 году был переведен в 19-ю артиллерийскую бригаду.
Проходя затем службу в разных артиллерийских бригадах и постепенно повышаясь в чинах, Павел Кириллович Яновский в чине полковника принял участие в Крымской войне 1853—1856 гг. и находился на Одесском рейде для защиты купеческих судов, атакованных англо-французскими пароходофрегатами; после же объявления Одессы в блокированном положении оставался в городе при бомбардировке его англо-французским флотом. Участие П. К. Яновского в этой кампании также было отмечено рядом орденов.
В 1863 году Яновский был произведён в генерал-майоры.
Павел Кириллович Яновский скончался 5 (17) февраля 1874 года в городе Керчи.